# SŽD-Baureihe Л (1945)
Die Lokomotiven der Baureihe SŽD-Baureihe Л (deutsche Transkription L) waren Dampflokomotiven der Sowjetischen Eisenbahnen (SŽD) in russischer Breitspur. Sie gilt als die meistgebaute Dampflokomotive der SŽD und war bevorzugt im Güterzugdienst landesweit auf nichtelektrifizierten Strecken eingesetzt. Ihren Namen erhielt sie nach dem Chefkonstrukteur der Lokomotivfabrik Kolomna, Lew Lebedjanski. Davor trug sie als erste nach dem Zweiten Weltkrieg gebaute Maschine den Namen „Победа“.

## Vorgeschichte
Die Lokomotive gilt als Weiterentwicklung der vor dem Zweiten Weltkrieg gebauten Lokomotive der Reihe FD.
Schon 1942 begannen Vorbereitungsarbeiten an der Lokomotive, weil zu der Zeit die durch Kriegsereignisse ausgelagerte Lokomotivfabrik Kolomna wiedererrichtet werden konnte. Gleichzeitig wurden Überlegungen über die Konstruktion der neu zu erstellenden Lokomotive angestellt. Vor dem Krieg konnten in der Lokomotivfabrik Kolomna lediglich Lokomotiven mit Blechrahmen hergestellt werden. Der Betrieb bevorzugte aber den robusteren Barrenrahmen. Demzufolge wurden beim Wiederaufbau des Werkes die Arbeitsmittel für die Bearbeitung des Barrenrahmens mit aufgelegt.
Auch wurden bei der Projektierung die Erfahrungen mit der Versuchslokomotive FD 21-3128 mit berücksichtigt. Die neue Dampflokomotive sollte daher auch eine wirtschaftliche Dampfmaschine mit besitzen, also nach dem Prinzip von Sergei Syromjatnikow arbeiten.

## Projektierung und Bau
Die Lokomotive entstand nach einer Ausschreibung, bei der der Entwurf des Konstruktionsbüros der Lokomotivfabrik Kolomna den ersten Preis erhielt. Sie sollte freizügig auf allen Strecken der SŽD verkehren können und bevorzugt als Güterzuglokomotive eingesetzt werden. Am 5. Oktober 1945 entstand die erste Maschine der neuen Dampfloktype. Sie wurde auf der Strecke von Kolomna nach Rybnoje und zurück getestet, wobei sie auf der Rückfahrt einen Zug mit einer Masse von 2.300 t führte. Die Lokomotive trug die sowjetische Werksbezeichnung П32 und anfangs die offizielle Bezeichnung П-0001, wobei „П“ für „Победа“ (Sieg) stand.
Die Lokomotive konnte im Betriebsdienst gut überzeugen. Das drückte sich in der Verleihung des Stalin-Preises für das Team unter dem Chefkonstrukteur Lew Lebedjanski aus. Dies war sicherlich der Grund, weshalb die Lokomotiven auf Grund eines Parteitagsbeschlusses ab 1947 die Bezeichnung „Л“ erhielt.
Es wurden von dieser am meisten gebauten Lokomotivgattung der SŽD insgesamt 4200 Exemplare gefertigt. Diese wurden von drei Lokomotivwerken produziert, der Lokomotivfabrik Kolomna (1762 Maschinen), der Lokomotivfabrik Luhansk (2048 Maschinen) und der Lokomotivfabrik Brjansk (389 Maschinen). Innerhalb der Werke gab es unterschiedliche Regeln für die Nummerierungen, so dass von keiner durchgehenden Nummerierung ausgegangen werden kann. Die letzte gebaute Lokomotive besaß die Nummer Л-5307. Eine bei der Lokomotivfabrik Luhansk gebaute Lokomotive, bezeichnet als ЛK−4276, hatte den Status einer Versuchslokomotive und wurde von der Staatsbahn nicht übernommen.

## Technische Beschreibung

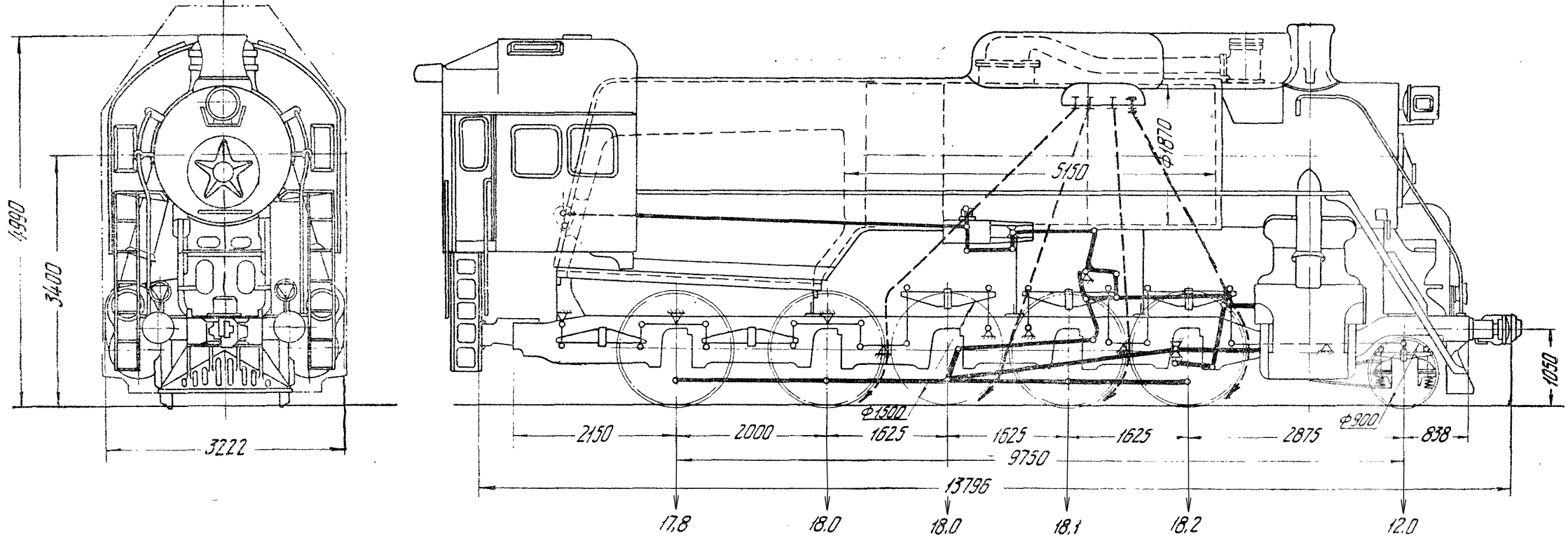
Maßskizze der Lokomotive L

Die Dampflokomotive der Reihe Л ist eine Güterzuglokomotive in Einrahmenbauweise der Bauart 1’E h2. Die fünf Kuppelachsen sind fest im Barrenrahmen, die Vorlaufachse in einem Bisselgestell gelagert und damit im Bogen radial einstellbar. Sie ist als einfache Zweizylindermaschine ausgelegt. Treibachse ist die dritte Kuppelachse. Die Lokomotiven wurden mit Boxpok-Radsätzen ausgerüstet.
Die Rostfläche der Feuerbüchse hat 6 m². Die Maschine gilt als hochwirtschaftlich nach den Prinzipien von Sergei Syromjatnikow mit der Temperatur für das Kesselspeisewasser, der Temperatur für die Verbrennungsluft und der Temperatur des überhitzten Dampfes.

## Betrieb
Viele Lokomotiven sind erhalten geblieben, wie z. B. die Baumusterlokomotive Л-0001, die Л-0054 oder der Л-3516 und die Л-4657 als Denkmale, die  Л-2344, Л-3438, Л-3653, Л-3494 und Л-2057 sind betriebsfähig im Tourismusverkehr erhalten geblieben.

## Weiterentwicklung
Die Konstruktion der Lokomotive war Grundlage für die danach folgende Konstruktion der SŽD-Baureihe ЛВ.